# 20121221 -博愛博 2012-
『20121221 -博愛博 2012-』（-はくあいはく-）は、中村一義の映像作品。DVDで発売。

## 概要
2012年に行われた中村一義の15周年ライヴを映像化したものであり、多数のゲストが参加している。
また100sは2009年のROCK IN JAPAN FESTIVAL以来、3年ぶりのライヴとなった。
タワーレコード限定販売。

## 収録内容
権利の都合で当日披露された楽曲の一部がカットされている。
中村一義 meets サニーデイ・サービス + 町田昌弘 (100s)
1. 青春狂走曲
サニーデイ・サービスの楽曲。
2. 謎
3. NOW
4. まる・さんかく・しかく
5. ハレルヤ

中村一義 meets 岸田繁/佐藤征史(くるり)+玉田豊夢(100s)
1. 犬と猫
2. ここにいる
3. ジュビリー
4. ショート・ホープ

100s
1. Honeycom.ware
2. ウソを暴け!
3. SOMEDAY
佐野元春のカヴァー。
4. 君ノ声
5. 永遠なるもの
6. キャノンボール
7. ロックンロール
アンコール
8. 歓喜のうた
当日の出演者全員による披露。

## 演奏
| - 中村一義 - サニーデイ・サービス - 曽我部恵一 - 田中貴 - 丸山晴茂 - 岸田繁 - 佐藤征史 | - 100s - 中村一義 - 池田貴文 - 町田昌弘 - 小野眞一 - 山口寛雄 - 玉田豊夢 |